# بازوش-ان-دونوا
بازوش-ان-دونوا (به فرانسوی: Bazoches-en-Dunois) یک کمون (فرانسه) در فرانسه است که در canton of Orgères-en-Beauce واقع شده‌است. بازوش-ان-دونوا ۱۸٫۶۸ کیلومتر مربع مساحت دارد ۱۳۶ متر بالاتر از سطح دریا واقع شده‌است.